# Gerhard Hahn (Paläontologe)
Gerhard Hahn  (* 28. Januar 1933 in Berlin) ist  ein deutscher Paläontologe.
Hahn wuchs als Sohn eines Autoschlossers in Ost-Berlin auf, floh 1960 nach West-Berlin und studierte dort an der TU Berlin Paläontologie, Zoologie, Botanik und Genetik, was er mit der Promotion abschloss. 1973 wurde er Professor für Paläontologie an der Universität Marburg.
Hahn ist Experte für Trilobiten (besonders des Karbon), die er sowohl hinsichtlich Evolution, Systematik als auch Paläoökologie erforschte.
Er war Herausgeber von Geologica et Paleontologica. Seit 1988 war er korrespondierendes Mitglied der Senckenbergischen Naturforschenden Gesellschaft. Er war 14 Jahre lang Mitglied der Kommission für zoologische Nomenklatur.
Seine Frau Renate Hahn ist auch Paläontologin, mit der er viel publizierte.

## Schriften
- mit Renate Hahn:  Die Trilobiten des Ober-Devon, Karbon und Perm, Leitfossilien Nr. 1, Borntraeger 1975

Von ihm stammen eine Reihe von Bänden im Fossilium Catalogus Animalia zu Trilobiten.